# مسجد جامع فرومد

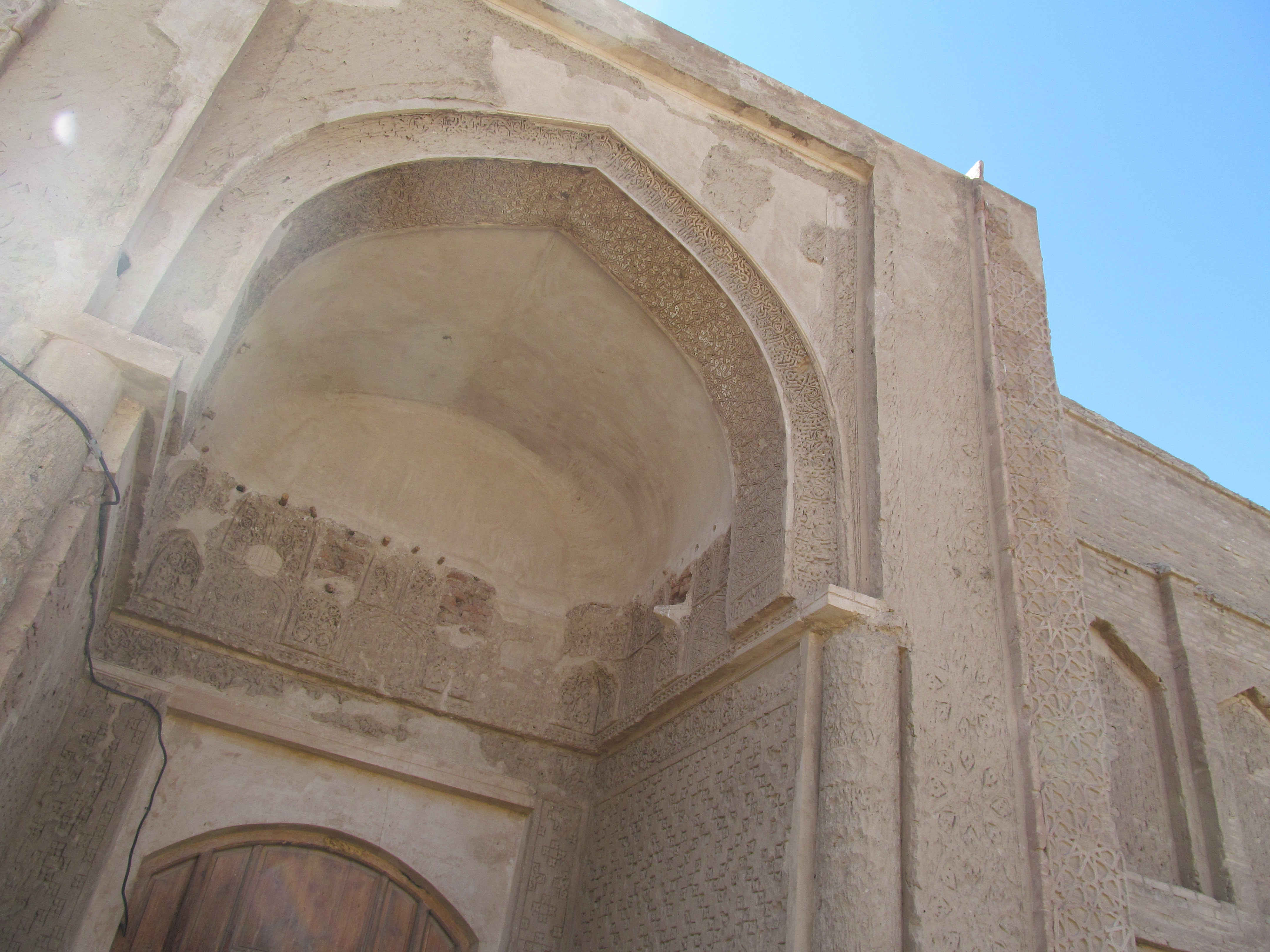
نمایی از مسجد جامع فرومد (فریومد)

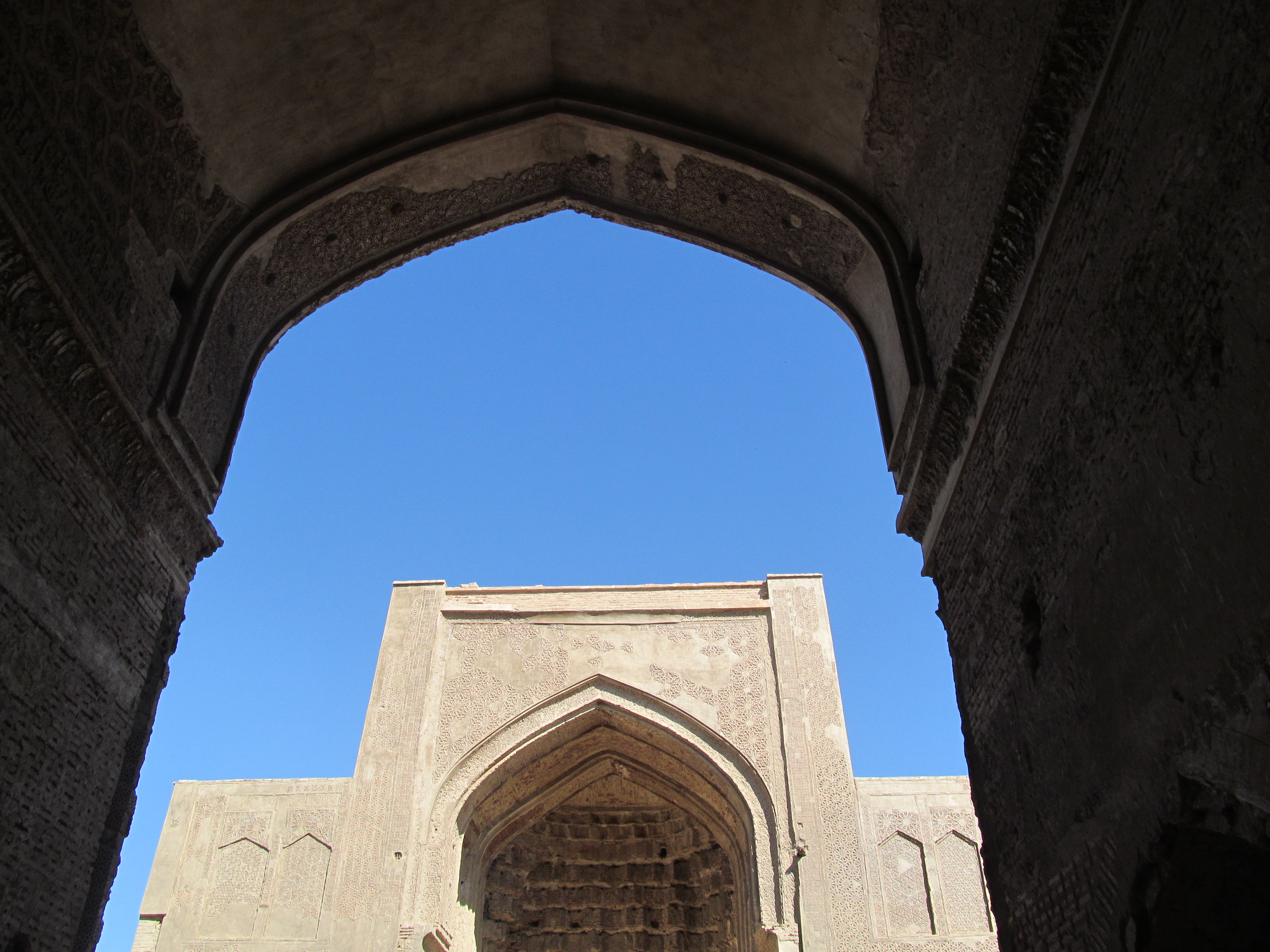

مسجد جامع فرومد یکی از بناهای کهن روستای فرومد در شهرستان میامی در استان سمنان است. این مسجد که تاریخ بنای آن مربوط به قرن هفتم هجری قمری است، از دیدگاه معماری دارای اهمیت هنری است. این اثر در تاریخ ۲۰ خرداد ۱۳۲۱ با شمارهٔ ثبت ۳۴۵ به‌عنوان یکی از آثار ملی ایران به ثبت رسیده است.

## اهمیت
مسجد جامع فرومد از معدود مسجدهایی است که گچ‌بری، نقش‌ها و کاشی‌کاریهای زیبای قرون چهارم تا هفتم هجری در بنای آن به‌کار رفته است و به همین دلیل در شمار آثار تاریخی مهم و کم‌نظیر ایران جای دارد.
این بنا که در فهرست آثار ملی نیز به ثبت رسیده، با وجود اینکه امروزه به صورت نیمه‌ویرانه درآمده است، یکی از آثار ارزشمند دوره خوارزمشاهیان در ایران به‌شمار می‌رود. این بنا دارای تزئینات معماری منحصر به فرد گچی و آجری با تلفیق کاشی فیروزه‌ای است.
بنای این مسجد به‌عنوان نخستین بنای تاریخی استان سمنان، پیش از اجرای طرح‌های مرمت و احیا، مورد لیزر اسکن سه‌بعدی و مستندسازی قرار می‌گیرد.

## تاریخچه
بنا بر برخی روایت‌ها، این مسجد بر آثار یک آتشکده بنا شده است و گمان می‌رود این تغییر در سال‌های آغازین ورود اسلام یا در دوره سلجوقیان صورت پذیرفته است. گچ‌بری‌های این بنا به سه دوره آغاز اسلام، سلجوقی و ایلخانی تقسیم می‌شود.
مسجد جامع فرومد، دارای هیچ کتیبه و دیگر مدارک مستند تاریخی نیست. اما کارشناسان با توجه به شیوه معماری و با مقایسه آن با دیگر بناهای دوره خوارزمشاهیان مانند مسجد جامع تون، آن را از آثار اوایل قرن هفتم هجری دانسته‌اند.

## مشخصات
این مسجد در مساحتی در حدود ۸۲۰ متر مربع با نقشه دو ایوانی ساخته شده است. بنای آن متشکل از دو ایوان شمالی و جنوبی، دو ایوانچه در دو طرف ایوان‌ها، یک شبستان در ضلع شرقی ایوان جنوبی و احتمالاً شبستانی به قرینه آن در ضلع غربی است. همچنین دو رشته رواق در دو طرف صحن و یک اتاق گنبددار چهار گوش در ضلع غربی ایوان شمالی قرار گرفته‌اند.
سردر ورودی مزین مسجد، در ضلع شمالی بنا جای دارد و دارای تزئینات غنی و زیبای آجرکاری، گچ‌بری و چند کتیبه است.